# Эфрос, Алексей Львович
Алексей Львович Эфрос (род. 11 августа 1938, Ленинград) — советский и американский физик, доктор физико-математических наук, основные работы — в области физики конденсированных сред.
В 1961 году окончил Ленинградский политехнический институт, в 1962 защитил кандидатскую диссертацию по теме «Квантовая теория проводимости в сильных магнитных полях». Докторская диссертация — «Теория сильно легированных полупроводников» (1972).

## Семья
Сыновья — Алексей (род. 1975, специалист по компьютерному зрению в Калифорнийском университете в Беркли) и Даниил (1983). Младший брат — Александр Львович Эфрос (род. 1950) также работает в области физики конденсированных сред, одна из самых цитируемых работ написана братьями совместно.

## Избранная библиография
- Шкловский Б. И., Эфрос А. Л. Электронные свойства легированных полупроводников. — М.: Наука, Главная редакция физико-математической литературы, 1979. — 416 с. — (Физика полупроводников н полупроводниковых приборов). — 4500 экз.
- Эфрос А. Л. Физика и геометрия беспорядка. — М.: Наука, 1982. — 176 с. — (Библиотечка «Квант»). — 150 000 экз.
- Эфрос Ал. Л. Межзонное поглощение света в полупроводниковом шаре / Эфрос Ал. Л., Эфрос А. Л. // Физика и техника полупроводников. 1982. -Т. 16, № 7.-С. 1209—1214.